# Vaudou haïtien
 (décembre 2019).
La mise en forme du texte ne suit pas les recommandations de Wikipédia : il faut le « wikifier ».
Les points d'amélioration suivants sont les cas les plus fréquents. Le détail des points à revoir est peut-être précisé sur la page de discussion.
- Les titres sont pré-formatés par le logiciel. Ils ne sont ni en capitales, ni en gras.
- Le texte ne doit pas être écrit en capitales (les noms de famille non plus), ni en gras, ni en italique, ni en « petit »…
- Le gras n'est utilisé que pour surligner le titre de l'article dans l'introduction, une seule fois.
- L'italique est rarement utilisé : mots en langue étrangère, titres d'œuvres, noms de bateaux, etc.
- Les citations ne sont pas en italique mais en corps de texte normal. Elles sont entourées par des guillemets français : « et ».
- Les listes à puces sont à éviter, des paragraphes rédigés étant largement préférés. Les tableaux sont à réserver à la présentation de données structurées (résultats, etc.).
- Les appels de note de bas de page (petits chiffres en exposant, introduits par l'outil «  Source ») sont à placer entre la fin de phrase et le point final[comme ça].
- Les liens internes (vers d'autres articles de Wikipédia) sont à choisir avec parcimonie. Créez des liens vers des articles approfondissant le sujet. Les termes génériques sans rapport avec le sujet sont à éviter, ainsi que les répétitions de liens vers un même terme.
- Les liens externes sont à placer uniquement dans une section « Liens externes », à la fin de l'article. Ces liens sont à choisir avec parcimonie suivant les règles définies. Si un lien sert de source à l'article, son insertion dans le texte est à faire par les notes de bas de page.
- La présentation des références doit suivre les conventions bibliographiques. Il est recommandé d'utiliser les modèles {{Ouvrage}}, {{Chapitre}}, {{Article}}, {{Lien web}} et/ou {{Bibliographie}}. Le mode d'édition visuel peut mettre en forme automatiquement les références.
- Insérer une infobox (cadre d'informations à droite) n'est pas obligatoire pour parachever la mise en page.

Pour une aide détaillée, merci de consulter Aide:Wikification.
Si vous pensez que ces points ont été résolus, vous pouvez retirer ce bandeau et améliorer la mise en forme d'un autre article.
 (décembre 2019).

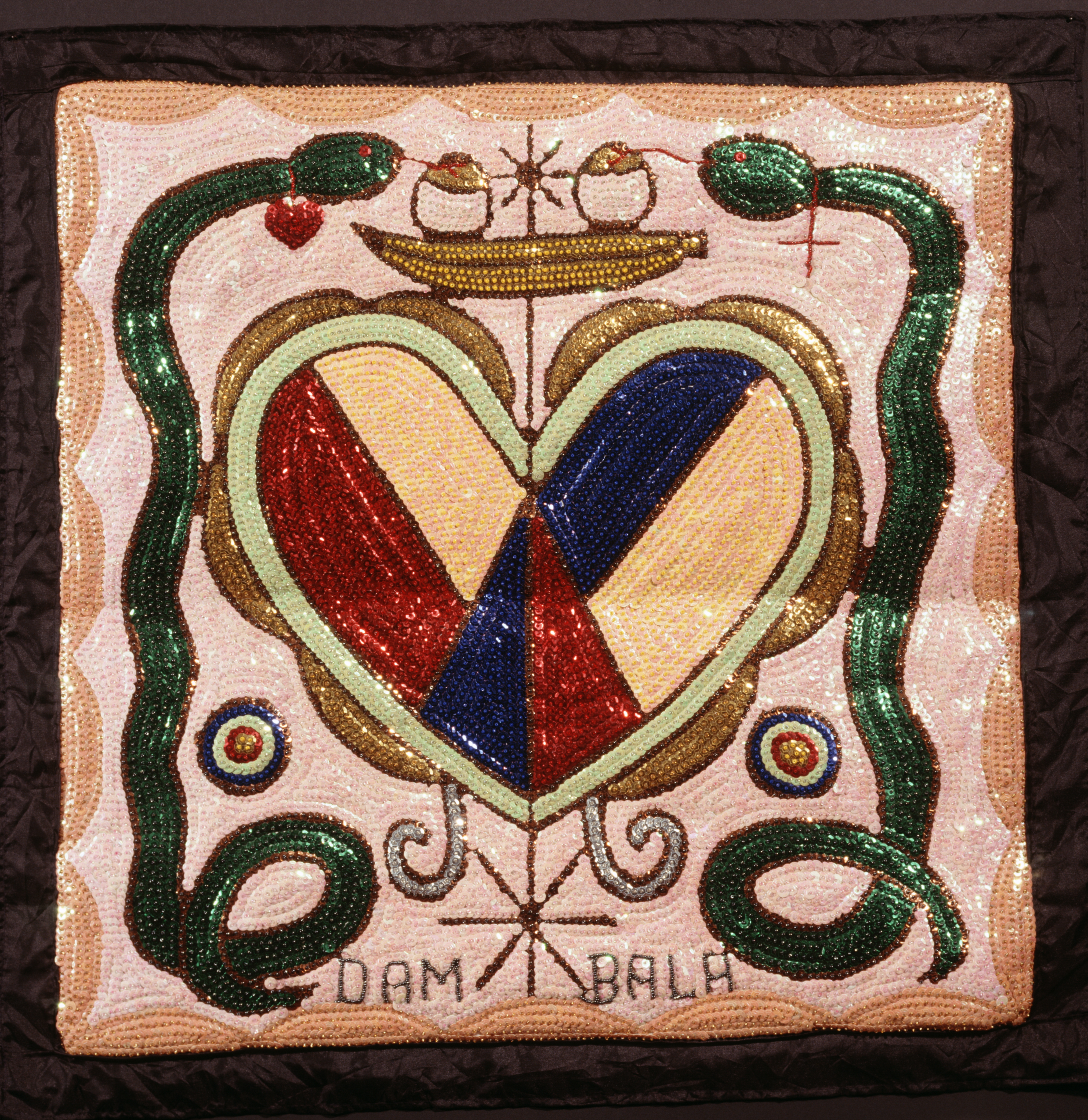
Drapeau de cérémonie dont le vévé (dessin rituel) fait référence à la divinité Dambala.

Le vaudou haïtien (en français : [vodu], aussi écrit vodou) est une forme de syncrétisme religieux basé sur le vaudou ouest-africain, pratiqué principalement en Haïti et par la diaspora haïtienne. Les pratiquants sont appelés "vaudouisants" (les adeptes sont appelés vodounsi au Bénin) ou "serviteurs des esprits" (sèvitè en créole haïtien).
Les vaudouistes croient en un créateur suprême distant qui n'intervient pas dans les affaires humaines. Ils dirigent donc leur culte vers les esprits, les loas ou lwas. Chaque loa est responsable d'un aspect particulier de la vie. Les personnalités dynamiques et changeantes de chaque loa reflètent les nombreuses possibilités inhérentes aux aspects de la vie qu'il préside. Dans la vie quotidienne, les vaudouistes cultivent une relation personnelle avec les loas à travers des dons, la création d'autels personnels et d'objets de dévotion et la participation à des cérémonies élaborées de musique, de danse et de possession spirituelle.
Le vaudou est originaire de ce qui est aujourd'hui le Bénin. Il se développe au XVIIIe siècle dans l'empire colonial français parmi les peuples d'Afrique de l'Ouest alors réduits en esclavage et contraints de se convertir au christianisme. Les pratiques religieuses du vaudou contemporain sont étroitement liées à celles du vaudou ouest-africain, telles que pratiquées par les Fons et les Ewes, même si elles intègrent des éléments multiples tel un symbolisme issu des Yorubas et Kongos, des croyances religieuses Taïnos et même des influences spirituelles européennes incluant le catholicisme romain et le mysticisme.
En Haïti, certains catholiques combinent des aspects du catholicisme avec des aspects vaudous, une pratique interdite par l'Église et considérée comme diabolique par les protestants haïtiens. Le vaudou représente pour la plupart des Haïtiens le symbole même de révolution des esclaves.

## Noms et étymologie
Le mot vaudou ne faisait auparavant référence qu'à un petit sous-ensemble de rituels haïtiens. Son origine dérive du terme ayizo se référant à des forces ou pouvoirs mystérieux qui régissent le monde. On retrouve l'utilisation du terme ayizo principalement chez deux populations, les Ewes et les Fons. Ces deux peuples composaient en grande partie la première population asservie de Saint-Domingue.
En Haïti, les pratiquants utilisent occasionnellement le mot vaudou pour désigner la religion haïtienne de manière générale. Il reste cependant plus courant que les pratiquants se désignent eux-mêmes comme sèvitè "ceux qui servent les esprits" accomplissant les sèvis lwa, soit les cérémonies rituelles appelées "service au loa ".
En dehors d'Haïti, le terme vaudou fait référence à l'ensemble des pratiques religieuses traditionnelles haïtiennes. La première occurrence apparaîtrait sous la forme de "vodun" dans Doctrina Christiana, un document de 1658 écrit par l'ambassadeur du roi d'Allada (actuelle ville béninoise) à la cour de Philippe IV d'Espagne. Au cours des siècles suivants, le vaudou a finalement été adopté par les non-haïtiens comme un terme descriptif générique pour la religion haïtienne traditionnelle. Il existe de nombreuses orthographes de ce mot. Aujourd'hui, l'orthographe vaudou est la plus répandue, les autres étant vaudoun, vodou ou voodoo, le -n final reflétant la voyelle nasale en Afrique de l'Ouest ou la prononciation du créole haïtien.
L'orthographe "vodou", autrefois très courante, n'est désormais généralement plus utilisée par les praticiens et les universitaires haïtiens lorsqu'ils se réfèrent à la religion haïtienne afin d'éviter toute confusion avec le Vaudou de Louisiane, un ensemble de pratiques religieuses apparentées mais distinctes. Cette distinction des termes a aussi pour but de séparer le vaudou haïtien des connotations négatives et des idées fausses que le terme "vodou" a acquis dans la culture populaire. Au fil des ans, les pratiquants et leurs partisans ont demandé à diverses institutions dont l'Associated Press, de corriger cette image erronée en adoptant le terme vaudou, en référence à la religion haïtienne. En octobre 2012, la Bibliothèque du Congrès a décidé de changer son sujet de "vodouisme" en "Vaudou" en réponse à une pétition d'un groupe d'universitaires et de praticiens en collaboration avec Kosanba, l'association savante pour l'étude du vaudou haïtien basée à l'Université de Californie à Santa Barbara.

## Croyances

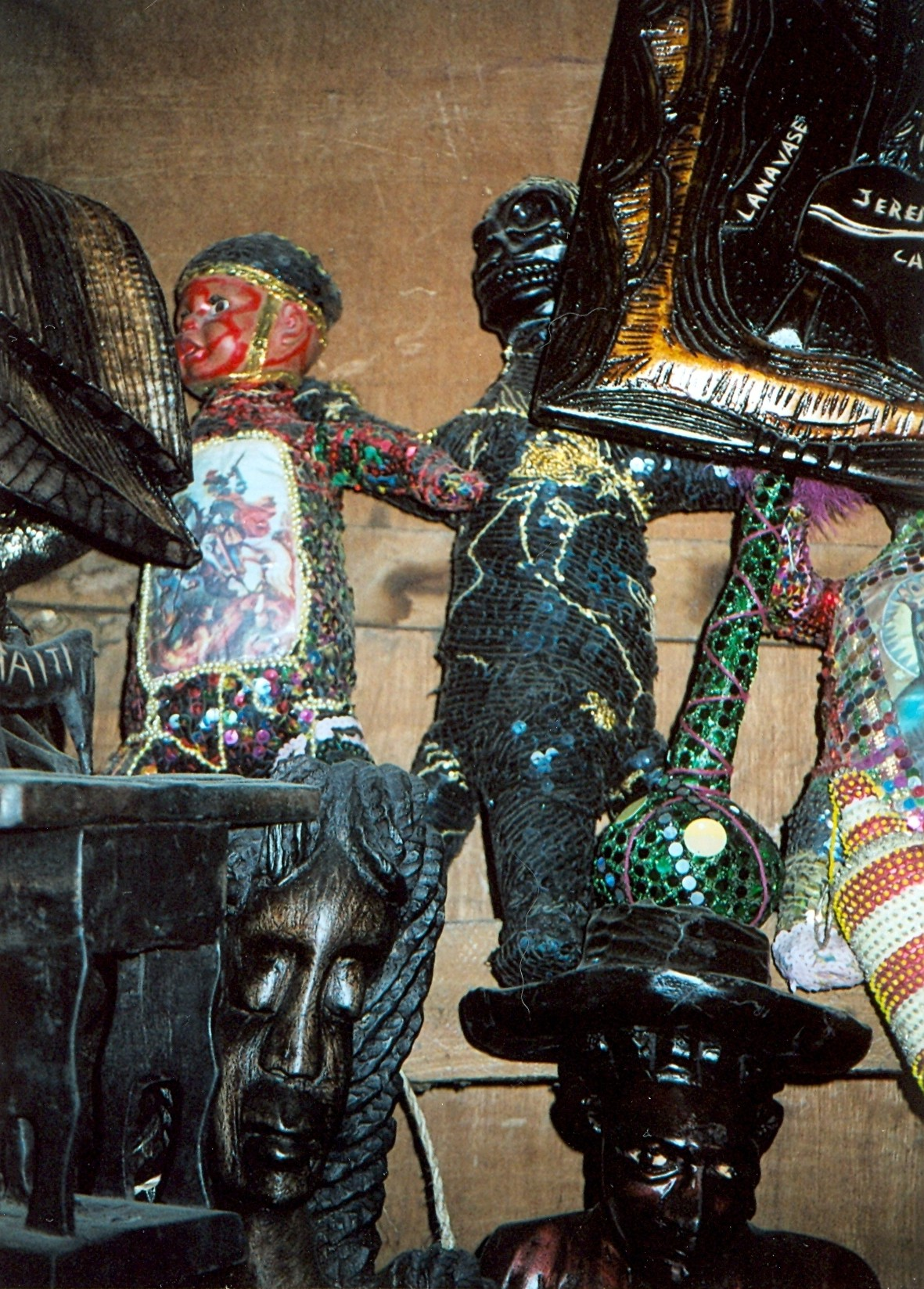
Objets de culte vaudous, Port-au-Prince, Haïti.

Le vaudou est populairement décrit comme non seulement une religion mais plutôt une expérience simultanée du corps et de l'âme. Le concept de liaison dans la culture religieuse haïtienne est dérivé de la tradition congolaise du "kanga", la pratique de lier son âme à quelque chose de tangible. Cette « liaison d'âme » est évidente dans de nombreuses pratiques de vaudou haïtien toujours aujourd'hui.

### Esprit de Saint
Au contact du catholicisme romain apporté par les colons, le Créateur suprême vaudou est associé au Dieu chrétien, donnant l'appellation Bondye (Bon Dieu), les loas étant associés aux Saints.

#### Loa

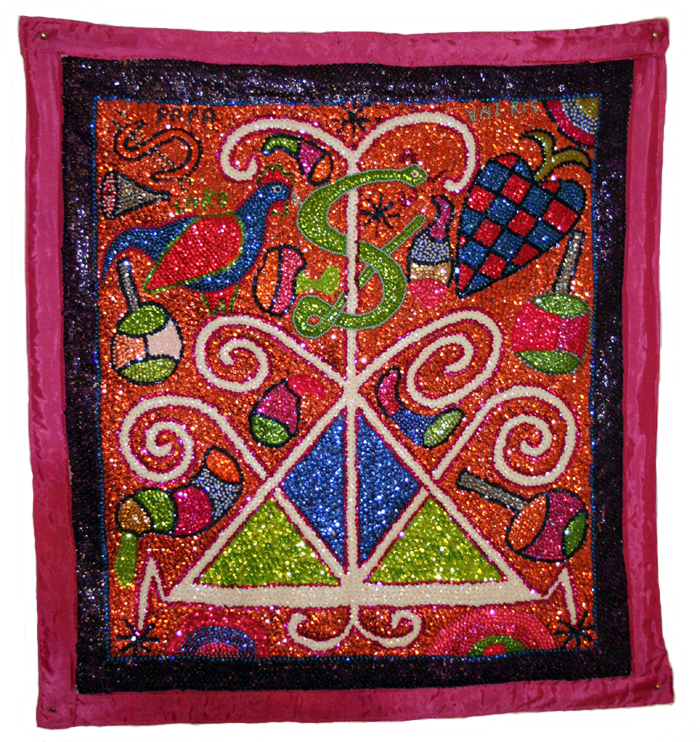
Un grand "drapo", ou drapeau, vaudou à paillettes de l'artiste haïtien George Valris, représentant un vévé, le symbole du loa Loko Atison.

Bondye considéré inaccessible, les vaudouisants dirigent leurs prières vers des entités inférieures, des esprits connus sous le nom de loa ou mistè. Les loas les plus notables sont Papa Legba (le gardien du carrefour), Erzulie Freda (l'esprit d'amour), Simbi (l'esprit de pluie et des magiciens), Kouzin Azaka (l'esprit de l'agriculture) et les Marassa (des jumeaux divins considérés comme étant les premiers enfants de Bondye). Chaque loa est associé à un saint catholique romain particulier, par exemple, Papa Legba à Saint Antoine l'Ermite et Damballa à Saint Patrick. Les loas appartiennent également à des groupes familiaux qui partagent un nom de famille, comme Ogun, Erzulie, Azaka ou Guédé. Par exemple, "Erzulie" est une famille, Erzulie Danto et Erzulie Freda sont deux esprits individuels dans cette famille. Chaque famille est associée à un aspect spécifique : les Ogun sont des soldats, les Erzulie gouvernent les sphères féminines de la vie, les Azaka gouvernent l'agriculture, les Guédé gouvernent la sphère de la mort et de la fertilité. Le vaudou haïtien est la rencontre de 21 nations, dont les divinités forment un panthéon. Ce panthéon est divisé en plusieurs familles de loas. Les plus connues sont les Rada, les Petro et les Gede. Atibon-Legba, Damballah-Wèdo font partie des loas Rada. Les esprits ont chacun des attributs et des fonctions qui leur sont propres. Legba est le gardien des barrières, le maître des carrefours et il garde la porte de la connaissance et de la vérité. Damballah-Wèdo est pour beaucoup le détenteur de la Connaissance. Certains croient qu’il est le Dieu suprême. Ces dieux, comme tous les autres de la famille Rada, sont censés être des esprits bienveillants.
Il existe aussi des esprits plus agressifs que les autres. C'est le cas des Petro, dont Ti Jan Dantò. Certaines divinités du vaudou sont représentées sous les traits de femmes. Ayizan, femme de Legba, est connue pour faire fuir les mauvais esprits. Aïda-Wèdo, déesse de l’arc-en-ciel, est l’épouse de Damballah-Wèdo, qu’elle trompe avec Agwe, le dieu de la mer. Les esprits du vaudou sont innombrables et ils ont des pouvoirs multiples, mais comparables.
« Le vodou est organisé autour d’une divinité suprême. Nous l’appelons Granmèt, ou Mawu, tout dépend de la région, explique Erol Josué. Le Granmèt est comme un grand arbre. Les loas sont les branches, et sont l’image détaillée de ce Dieu suprême. Chaque esprit a un ministère. Mais ils sont une seule et même divinité. Aucun esprit n’est supérieur à un autre. »
Guédé haïtien
Le 1er et le 2 novembre sont les jours que les Haïtiens vaudouisants réservent pour célébrer les morts. Dans toutes les rues de la capitale comme dans les villes de province, les vaudouisants possédés par les esprits sont vêtus d’une tenue de couleur blanc, mauve et noir, leur visage est couvert de poudre blanche et ils portent une paire de lunettes de soleil. Le guédé est une “lwa” qui aime beaucoup le piment ; de ce fait, ils apportent une bouteille de piment bien fermentée, fait maison, qu’ils consomment tout au long du chemin et qu’ils appliquent sur leur corps, plus précisément sur leurs parties génitales. Selon ce que rapportent plusieurs vaudouisants, tant qu’ils sont possédés par le “guédé”, ils ne sont pas en mesure de ressentir le goût du piment ni ses effets sur leur corps. Ces deux jours particulièrement, ils ont une voix nasale et peuvent accomplir des choses qui vont au-delà de leur capacité comme grimper à un arbre très haut ou descendre dans un puits très profond.
Ils se dirigent tous vers le cimetière le plus proche. Pour pénétrer dans le cimetière, ils doivent demander un laissez-passer aux deux chefs du cimetière qui sont ”Bawon Samedi” et “Manman Brigit”. On retrouve également d’autres “lwa” qui les  suivent comme “bawon lakwa”, “guédé loraj”, “brave guédé”, “bawon kriminel”, “guédé nimbo”, etc. Chaque “lwa” choisit un serviteur appelé “Chwal”. Ils ont tous un code vestimentaire, par exemple “Bawon Samedi”, nommé également papa guédé, fume toujours un cigare et porte des lunettes où manque un verre.

### Moralité
Le code moral du vaudou se concentre sur les vices de déshonneur et de cupidité et s'articule aussi autour de la notion de propriété relative : ce qui convient à quelqu'un relié à Damballa peut ne pas être adapté à quelqu'un patronné par Ogun. Par exemple, la tempérance d'un esprit calme est tout aussi appréciée que l'impétuosité de celui qui réagit avec vigueur pour se protéger ainsi que les siens si nécessaire. L'amour et le soutien au sein de la famille semblent être les considérations les plus importantes de la société vaudoue. La générosité, le don à la communauté et aux pauvres sont également des valeurs importantes. Les bénédictions de chacun venant de la communauté, il faut être prêt à en donner à son tour. Il n'y a pas de « solitaires » parmi les vaudous, seulement des personnes séparées géographiquement de leurs aînés et de leur maison. Une personne sans aucune relation avec les aînés ne pratique pas le vaudou tel qu'il est compris en Haïti et parmi les Haïtiens. En outre, le vaudou haïtien met non seulement l'accent sur la « totalité de l'être » avec les anciens et le monde matériel, mais aussi sur l'unité avec les forces interconnectées de la nature.
Il existe une diversité de pratiques vaudoues à travers Haïti et sa diaspora. Dans le nord, le lave tèt (« lavage de tête ») ou kanzwe peut être la seule initiation, comme c'est le cas en République dominicaine, à Cuba et à Porto Rico. À Port-au-Prince et dans le sud, sont pratiqués les rites kanzo avec trois degrés d'initiation - senp, si pwen et asogwe, ce dernier étant le mode de pratique le plus connu en dehors d'Haïti.
Bien que la tendance générale vaudoue soit conservatrice en accord avec ses racines africaines, il n'y a pas de forme singulière et définitive : chaque lignée perpétue sa pratique particulière. Les petits détails du service et les esprits servis varient d'une maison à l'autre ; les informations dans les livres ou sur Internet peuvent donc sembler contradictoires. Il n'y a pas d'autorité centrale dans le vaudou haïtien, car « chaque Houngan (prêtre) et Mambo (prêtresse) est chef de sa propre maison » (dicton populaire haïtien). Une autre considération en termes de diversité haïtienne est la multitude de sectes telles que le Sèvi Gine, Makaya, le Rara, ainsi que des sociétés secrètes, chacune ayant son propre panthéon des esprits.

### Âme
Selon le vaudou, l'âme est doublement composée du gros bon ange et du ti bon ange. Le gros bon ange est la partie de l'âme essentiellement responsable des fonctions biologiques de base (la circulation du sang dans le corps et la respiration), tandis que le ti bon ange est source de personnalité, de caractère et de volonté. « Comme le gros bon ange donne à chacun le pouvoir d'agir, c'est le ti bon ange qui façonne le sentiment individuel au sein de chaque acte. » Alors que le ti bon ange est un élément essentiel à la survie de l'identité individuelle, il n'est pas nécessaire que le corps fonctionne correctement d'un point de vue biologique, et une personne peut donc continuer à exister sans le gros bon ange.

## Pratiques

### Liturgie

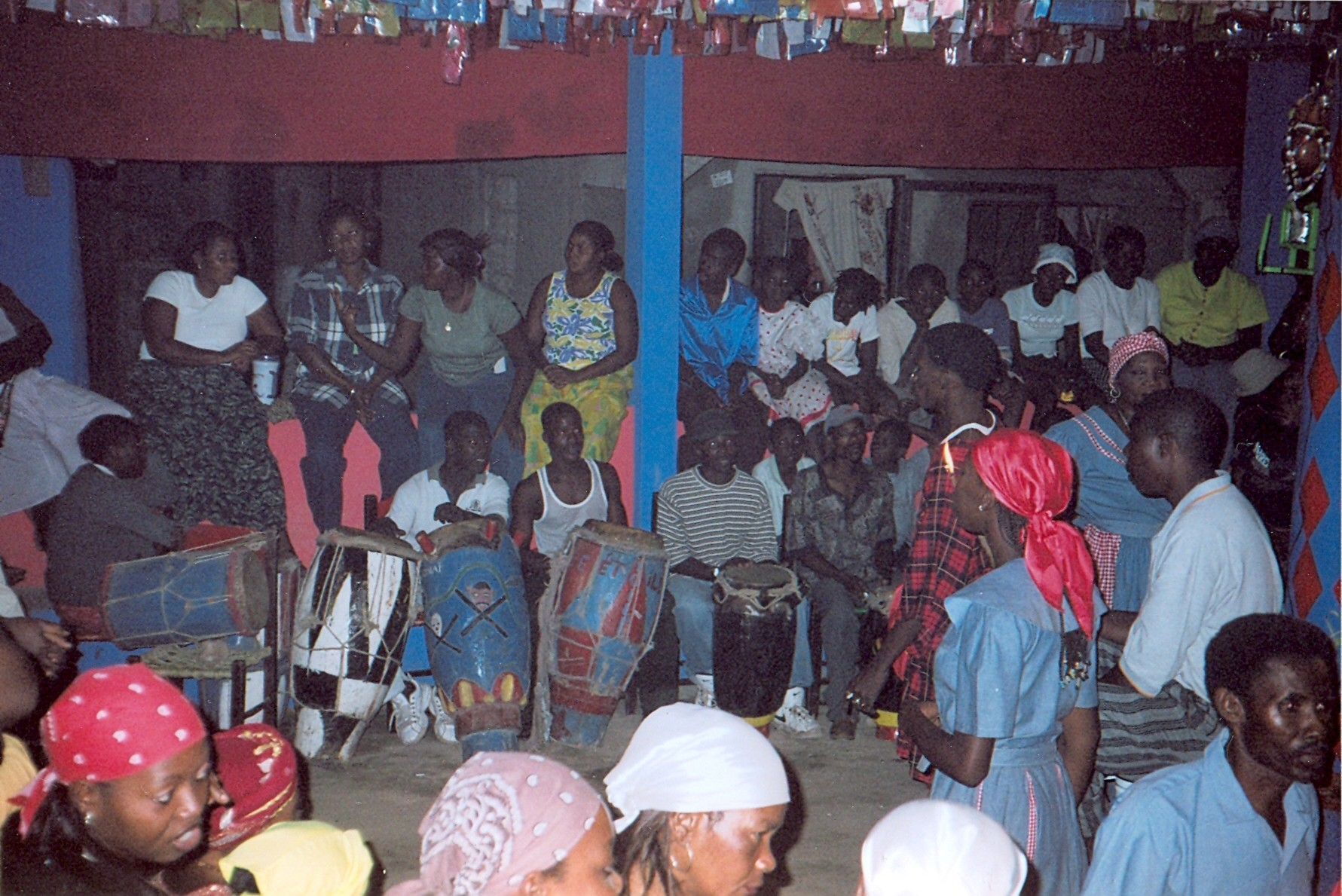
Cérémonie vaudoue, Jacmel, Haïti.

Après un jour ou deux de préparations, notamment la mise en place d'autels dans le Oufo (le temple vaudou haïtien), et la cuisson rituelle de volailles et de divers aliments, le service de vaudou haïtien commence avec la "Priyè Gine" ou la prière africaine. C'est une série de prières et de chants en français, suivis d'une litanie en créole haïtien de tous les saints et loas européens et africains honorés par la maison, conclus par la récitation d'une série de versets pour tous les esprits principaux de la maison. Après des chansons introductives, en commençant par saluer Hounto (l'esprit des tambours), les chansons de tous les esprits individuels sont chantées, en commençant par la famille Legba, puis Rada. Il y a une pause et la partie Petro du service commence, et se termine par les chansons de la famille Guédé.
Pendant les chansons, les participants croient que les esprits viennent les visiter, prennent possession des individus, parlent et agissent à travers eux. Lorsqu'une cérémonie est organisée, seule la famille des possédés en bénéficie. À ce moment, on pense que le prêtre, sournois, peut ôter la chance des fidèles grâce à des actions particulières. Par exemple, si un prêtre demande un verre de champagne, un participant avisé refuse.
Parfois, les cérémonies peuvent inclure une dispute entre les chanteurs sur la façon dont un hymne doit être chanté. En Haïti, les cérémonies vaudoues sont plus ou moins organisées selon le prêtre ou la prêtresse. Aux États-Unis, de nombreux vaudouistes et membres du clergé distinguent les fêtes "folles" de possession des rites sérieux, où chaque esprit est salué par les initiés, donne des lectures, des conseils et offre des guérisons à ceux qui demandent de l'aide. Plusieurs heures plus tard, au petit matin, la dernière chanson est chantée, les invités partent et les Houngans et Mambos, épuisés, peuvent s'endormir.

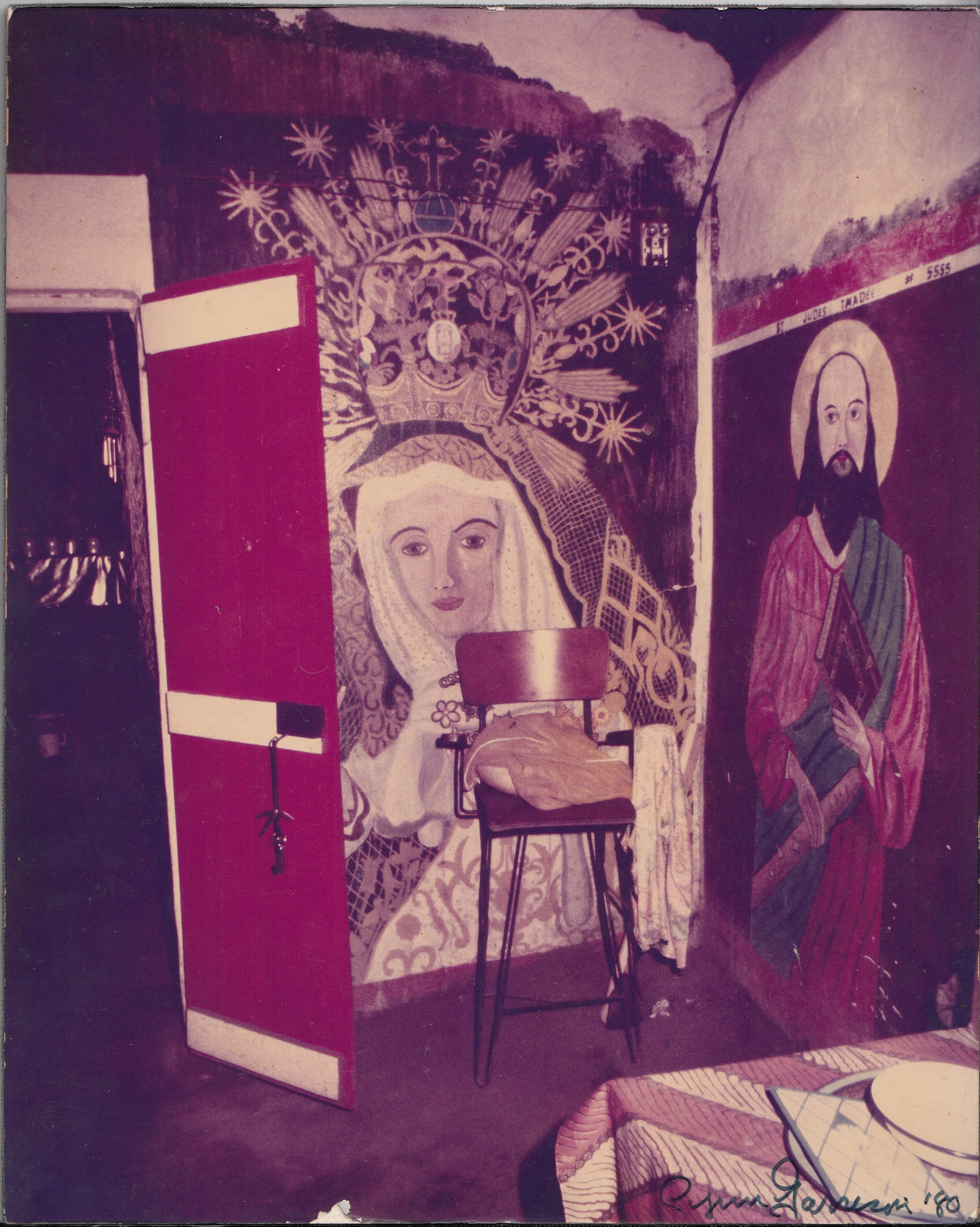
Oufo vaudou, Croix des Missions, Haïti, 1980

Les pratiquants vaudous croient que si l'on suit tous les tabous imposés par un loa particulier, que l'on respecte méticuleusement toutes les dates d'offrandes et les cérémonies, le loa les aidera. Les pratiquants vaudous croient également que si quelqu'un ignore leur loa, cela peut entraîner des maladies, l'échec des récoltes, la mort de proches et d'autres malheurs.
Dans le vaudou haïtien, des animaux tels que des porcs, des chèvres, des poulets et des taureaux sont parfois sacrifiés. Cependant, l'accent et "l'intention du sacrifice ne sont pas mis sur la mort de l'animal en question, mais plutôt sur la transfusion de sa vie au Loa, car il est considéré que la chair et le sang sont des éléments essentiels de la vie et de la vitalité, qui permettent de restaurer l'énergie divine du dieu.".
Dans sa maison, un sèvitè a une ou plusieurs tables dédiées à ses ancêtres et à l'esprit ou aux esprits qu'il sert, qu'il peut décorer d'images, parfums, aliments, statue de l'esprit, et autres objets appréciés de lui. La configuration la plus élémentaire comporte une bougie blanche et un verre d'eau claire, et parfois des fleurs. Le jour d'un esprit particulier, on allume une bougie et prononce un Notre Père et un Je vous salue Marie, salue Papa Legba et lui demande d'ouvrir la porte, puis on salue et parle à cet esprit particulier en tant que membre aîné de la famille. Les ancêtres sont approchés directement, sans la médiation de Papa Legba.
Dans une maison vaudoue, les seuls objets religieux reconnaissables sont souvent des images de saints, des bougies, ou un chapelet. Dans d'autres maisons, où les pratiquants montrent plus ouvertement leur dévotion aux esprits, on peut voir un autel avec des saints catholiques et des iconographies, des bouteilles, des bocaux, des hochets, des parfums, des huiles et des poupées. Certains fidèles vaudous ont moins d'attirails chez eux parce qu'ils n'avaient pas d'autre choix que de cacher leurs croyances à certaines époques où le culte était interdit.
Haïti est une société rurale et le culte des ancêtres garde les valeurs traditionnelles de la classe paysanne. Les ancêtres sont liés à la vie de famille et à la terre. Les paysans haïtiens servent quotidiennement les esprits et se réunissent parfois avec leur famille élargie à des occasions spéciales pour des cérémonies qui peuvent célébrer l'anniversaire d'un esprit ou d'un événement particulier. Dans les régions très reculées, on peut marcher pendant des jours pour participer à des cérémonies qui ont lieu parfois plusieurs fois par mois.
Le culte vaudou est étroitement lié à la division et à l'administration des terres ainsi qu'à l'économie résidentielle. Les cimetières et de nombreux carrefours sont des lieux de culte significatifs : le cimetière agit comme un dépôt d'esprits et tout carrefour est un point d'accès au monde de l'invisible.

### Prêtres

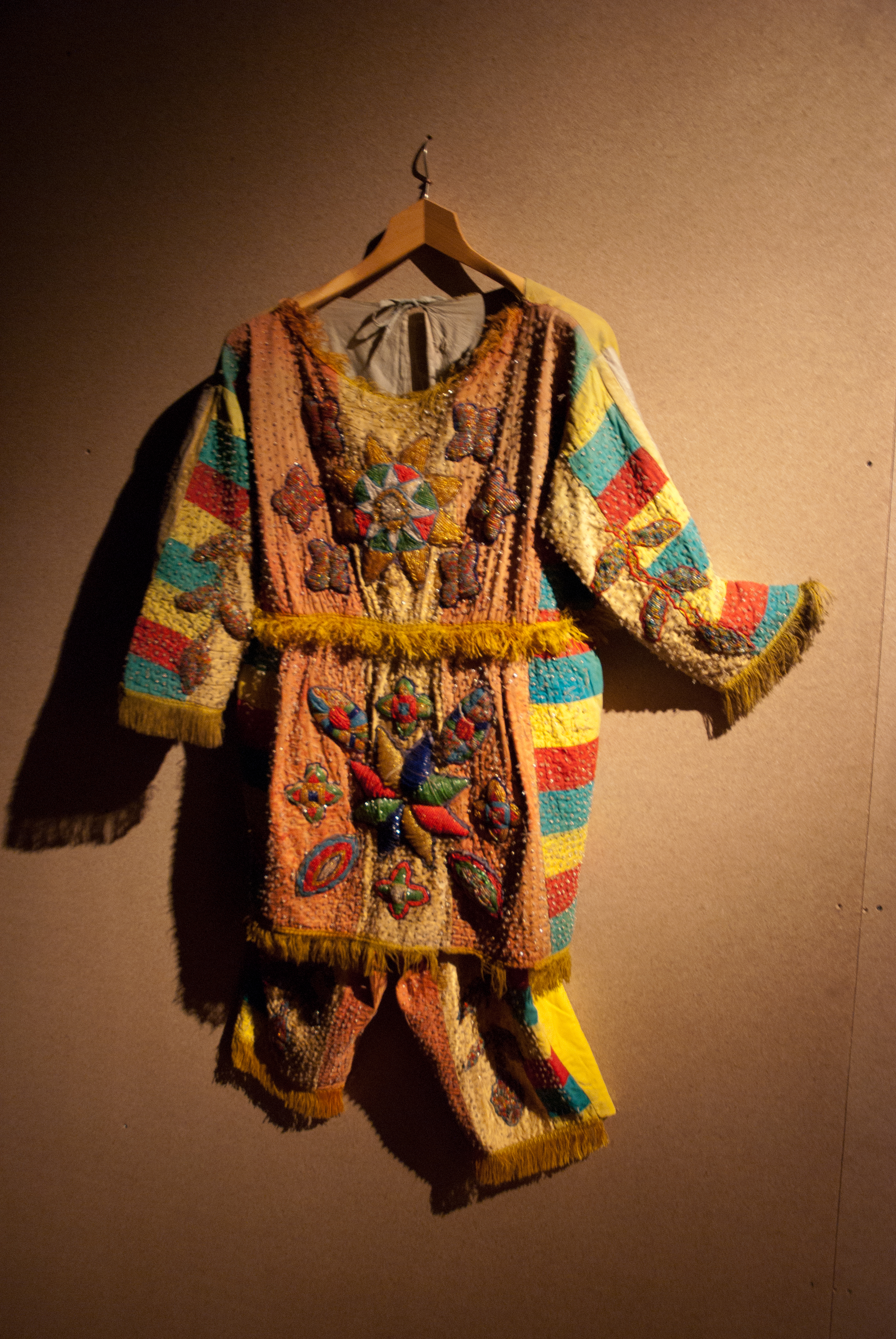
Costume de cérémonie pour les rites du vaudou haïtien, Musée ethnologique de Berlin, Allemagne.

La plupart des vaudouisants ne sont pas initiés et sont appelés « bossale » : ils peuvent servir un esprit, à l'inverse des initiés qui deviennent des Houngans ou Mambos. Ces derniers sont généralement choisis par les ancêtres morts et ont reçu la divination des divinités alors qu'ils étaient possédés. Leur tendance est de faire le bien en aidant et en protégeant les autres des sorts, mais ils utilisent parfois leur pouvoir surnaturel pour blesser ou tuer. Ils organisent les cérémonies "amba peristil" (dans un temple vaudou). La responsabilité de ce clergé haïtien est de préserver les rituels et les chants et de maintenir la relation entre les esprits et la communauté dans son ensemble. Ils sont chargés de diriger le service de tous les esprits de leur lignée. Sous la direction des Houngans et des Mambos se trouvent les Hounsis, qui sont des initiés qui agissent comme assistants lors des cérémonies et qui se consacrent à leurs propres mystères personnels.
L'asson (hochet calebasse) est le symbole de celui qui a acquis le statut de Houngan ou de Mambo. La calebasse est tirée de l'arbre à calebasse associé à Damballa Wedo. Un Houngan ou un Mambo tient traditionnellement une clochette d'une main et l'asson, de l'autre. L'asson contient des pierres et des vertèbres de serpent qui lui donnent un son particulier, et est recouvert d'une bande de perles de porcelaine.
Un bokor est un sorcier ou un magicien qui lance des sorts sur demande. Les bokors ne sont pas nécessairement des prêtres et peuvent être des pratiquants "plus sombres", et ne sont pas acceptés par les Mambos ou les Houngans.
Bokor peut également être un terme haïtien pour un prêtre vaudou ou un autre pratiquant qui travaille à la fois avec les arts lumineux et sombres de la magie. Le bokor, en ce sens, traite des baka (esprits malveillants sous la forme de divers animaux). 

### La mort et l'au-delà
Les pratiquants de vaudou vénèrent la mort et croient en sa nature transitoire d'une vie à l'autre ou vers l'au-delà. Une célébration commémore le défunt pour avoir été relâché dans le monde pour vivre à nouveau. Selon les mots d'Edwidge Danticat, auteur de "A Year and a Day", un article sur la mort dans la société haïtienne publié dans le New Yorker : "La commémoration d'une année et d'un jour est vue, dans les familles qui y croient et la pratiquent, comme une énorme obligation, un devoir honorable, en partie parce qu'elle assure une continuité transcendantale du genre qui nous a gardés haïtiens, peu importe où nous vivons, liés à nos ancêtres depuis des générations." Après que l'âme du défunt a quitté son lieu de repos, elle peut occuper la nature. D'autres familles haïtiennes et ouest-africaines croient cependant à une vie après la mort, au paradis dans le royaume de Dieu.

## Histoire

### Avant 1685: de l'Afrique aux Caraïbes

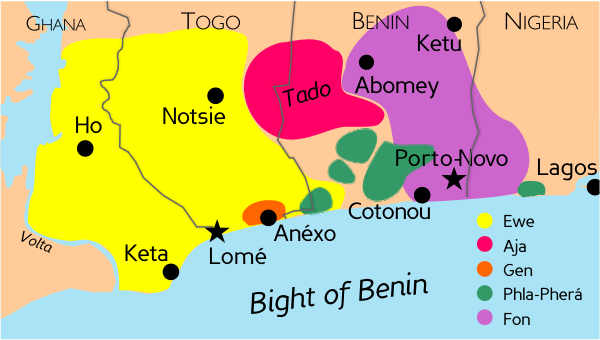
Zone de pratique du vaudou ouest-africain, plus grande influence du vaudou haïtien.

L'aire culturelle des peuples Fon, Ewe et Yoruba partage une conception métaphysique et un double principe divin cosmologique composé de Nana Buluku (le dieu-créateur), et les Voduns (les dieux-acteurs), filles et fils des enfants jumeaux du créateur Mawu (déesse de la lune) et Lisa (dieu du soleil). Le dieu-créateur est le principe cosmogonique et ne s'occupe pas du commun des mortels ; ce sont les Voduns qui régissent les problèmes terrestres. Le panthéon du vaudou est donc relativement grand et complexe.
Le vaudou ouest-africain met principalement l'accent sur les ancêtres, chaque famille d'esprits ayant ses propres prêtres et prêtresses spécialisés, qui sont souvent héréditaires. Dans de nombreux clans africains, les divinités incluent Mami Wata (déité des eaux), Legba (esprit tantôt viril et jeune, tantôt vieil homme), Ogun (dieu du fer et de la forge), Sakpata (dieu guérisseur), etc.
Une part importante du vaudou haïtien, souvent négligée par les savants, est la contribution du Kongo. Le nord d'Haïti est influencé par les pratiques kongos, souvent appelées le rite kongo ou lemba, provenant des régions Loango et Mayombe. Au sud, l'influence kongo s'appelle Petwo (Petro). De nombreux loas sont d'origine kongo comme Simbi (pluriel : Bisimbi en kikongo) et lemba,,,.
En outre, la religion vodun (distincte du vaudou haïtien) existait déjà aux États-Unis, bien avant l'immigration haïtienne, ayant été amenée par des Africains de l'Ouest esclaves, en particulier des groupes Ewe, Fons, Mina, Kabaye et Nago. Certaines des formes les plus durables survivent dans les îles Gullah .
Le colonialisme européen, suivi par les régimes autoritaires en Afrique de l'Ouest, a affaibli le Vodun ainsi que d'autres formes de religion. Cependant, parce que les divinités vodun sont nées dans chaque groupe de clans africains et que son clergé est au cœur du maintien de l'ordre moral, social et politique et des fondements ancestraux de ses villageois, il s'est avéré impossible d'éradiquer la religion.

### 1685-1791: le vaudou dans le quartier colonial de Saint-Domingue
La majorité des Africains amenés comme esclaves en Haïti étaient originaires d'Afrique occidentale et centrale. La survie des systèmes de croyances dans le Nouveau Monde est remarquable, bien que les traditions aient changé et adopté certaines formes du culte catholique, avec le temps.
Deux dispositions clés du Code Noir par le roi de France Louis XIV, en 1685, ont sévèrement limité la capacité des esclaves africains de Saint-Domingue à pratiquer les religions africaines en interdisant explicitement la pratique ouverte de toutes les religions africaines et obligeant tous les esclavagistes à convertir leurs esclaves au catholicisme dans les huit jours suivant leur arrivée à Saint-Domingue.
Malgré les efforts français, les Africains réduits en esclavage à Saint-Domingue ont pu cultiver leurs propres pratiques religieuses, notamment de nuit et le dimanche, lorsqu'ils pouvaient se dégager une certaine liberté spirituelle, à défaut d'une liberté physique. Ce temps était mis à profit pour reconnecter la communauté, reconnecter les morceaux fragmentés de leurs divers héritages et constituer une forme de résistance contre la domination blanche. Une cohésion communautaire entre des personnes appartenant à des groupes ethniques très différents était alors créée.
Alors que le catholicisme était utilisé comme un outil de répression, les Haïtiens asservis sous la menace, continuaient d'intégrer des aspects du vaudou à leur pratique du christianisme. Médéric Louis Élie Moreau de Saint-Méry, un observateur français écrivant en 1797, a noté ce syncrétisme religieux, commentant que les autels de style catholique et les bougies votives utilisés par les Africains en Haïti étaient censés cacher les sources africaines de la religion, mais le lien va beaucoup plus loin que les instruments utilisés pour le culte. Les pratiquants ont en effet superposé des saints et des figures catholiques aux loas. Quelques exemples des principales idoles catholiques ré-imaginées comme loas sont : la Vierge Marie en Erzulie, Saint Jacques en Ogun, et Saint Patrick en Damballa. Les cérémonies et rituels vaudous incorporaient également certains éléments catholiques tels que l'adoption du calendrier catholique, l'utilisation de l'eau bénite dans les rituels de purification, les hymnes chantés et l'introduction de mots empruntés au latin dans le lexique vaudou.

### 1791-1804: la révolution haïtienne
Le vaudou était une puissante force politique et culturelle en Haïti. La cérémonie vaudoue la plus emblématique de l'histoire d'Haïti a été la cérémonie du Bois Caïman d'août 1791 qui a eu lieu à la veille d'une rébellion d'esclaves antérieure à la Révolution haïtienne. Pendant la cérémonie, l'esprit Erzulie Dantor possédant une prêtresse a reçu un cochon noir en offrande, entraînant toutes les personnes présentes à s'engager dans la lutte pour la liberté. Bien qu'il y ait un débat pour savoir si Bois Caïman était vraiment un rituel vaudou, la cérémonie a également servi de réunion secrète pour aplanir les détails concernant la révolte. Les cérémonies vaudoues avaient souvent une fonction politique, secondaire, qui renforçait les liens entre les esclaves tout en offrant un espace pour l'organisation au sein de la communauté. Le vaudou offrait ainsi aux esclaves à la fois un moyen et un espace de subversion symbolique et physique contre leurs maîtres français.
Des dirigeants politiques tels que Boukman Dutty, un esclave qui aida à la planification de la révolte de 1791, ont également servi de chefs religieux, reliant la spiritualité vaudoue à l'action politique. Bois Caïman a souvent été cité comme le début de la révolution haïtienne mais le soulèvement des esclaves avait déjà été planifié des semaines à l'avance. La révolution permet la libération du peuple haïtien de la domination coloniale française en 1804 et établit la première république noire de l'Histoire et la deuxième nation indépendante des Amériques. Les nationalistes haïtiens, souvent inspirés par le courage de leurs ancêtres, imaginent le rassemblement de leur unité et de leur courage. Depuis les années 1990, certains néo-évangéliques interprètent la cérémonie politico-religieuse de Bois Caïman comme un pacte avec les démons. Ce point de vue extrémiste n'est pas considéré comme crédible par les protestants traditionnels, mais des conservateurs évangélistes américains tels que Pat Robertson relaient l'idée.

### Le vaudou en Haïti auXIXesiècle

#### 1804: liberté, isolement, boycott
Le 1er janvier 1804, l'ancien esclave Jean-Jacques Dessalines déclare l'indépendance de Saint-Domingue. Deux ans plus tard, après son assassinat, elle devient la République d'Haïti, deuxième nation à obtenir l'indépendance de la domination européenne (après les États-Unis), et seul État né de la libération des esclaves. Aucune nation n'a reconnu le nouvel État, qui a plutôt été confronté à l'isolement et au boycott. Cette exclusion du marché mondial a entraîné de graves difficultés économiques.
Beaucoup de chefs de la révolte se sont dissociés du mouvement vaudou. Ils s'efforçaient d'être acceptés comme Français et bons catholiques plutôt que comme Haïtiens libres. Pourtant, la plupart des pratiquants de vaudou n'ont vu, et ne voient toujours, aucune contradiction entre le vaudou et le catholicisme et participent également aux messes catholiques.

#### 1835: interdiction de la pratique du vaudou
Le nouvel État haïtien ne reconnaît pas le vaudou comme religion officielle. En 1835, le gouvernement rend même la pratique du vaudou punissable. Cependant, les sociétés secrètes vaudoues avec leurs codes et symboles continuent d'être actives et prennent une importance grandissante en fournissant aux pauvres protection et solidarité contre un pouvoir élitiste.

### DuXXesiècleà nos jours
Aujourd'hui, le vaudou haïtien est pratiqué principalement par les Haïtiens et les Américains, mais aussi par des pratiquants de diverses nationalités, influencés par la culture haïtienne. Des formes créoles haïtiennes de vaudou existent en effet en République dominicaine, à Cuba, certaines des îles des Bahamas et des États-Unis et dans la diaspora.
L'ancien président d'Haïti François Duvalier (également connu sous le nom de Papa Doc) a contribué à élever le statut du vaudou en une doctrine nationale dans la lignée du mouvement de la négritude pour revaloriser les pratiques culturelles noires-africaines. Cependant, il instrumentalisa le vaudou et en fit un outil au service de son règne de terreur : les prêtres vaudous à sa botte inculquent la crainte dans la population en promouvant la croyance que Duvalier avait des pouvoirs surnaturels,.

### Polémique après le tremblement de terre de 2010
En janvier 2010, après le séisme en Haïti, des attaques verbales et physiques ont été menées contre les pratiquants du vaudou en Haïti, tenus pour responsables de la catastrophe naturelle. Lors de l'épidémie de choléra qui a suivi, plusieurs prêtres vaudous ont été lynchés par la foule leur reprochant de propager la maladie. Des cérémonies traditionnelles ont été organisées pour apaiser les esprits et rechercher la bénédiction des ancêtres pour les Haïtiens, de même qu'une "cérémonie de purification" pour Haïti.

## Démographie et répartition géographique
En raison du syncrétisme religieux entre le catholicisme et le vaudou, il est difficile d'estimer le nombre de vaudouistes en Haïti. La CIA estime actuellement qu'environ 50 % de la population d'Haïti pratique le vaudou, avec presque tous les vaudouistes participant à l'une des dénominations chrétiennes d'Haïti. 

## Stéréotypes et préjugés

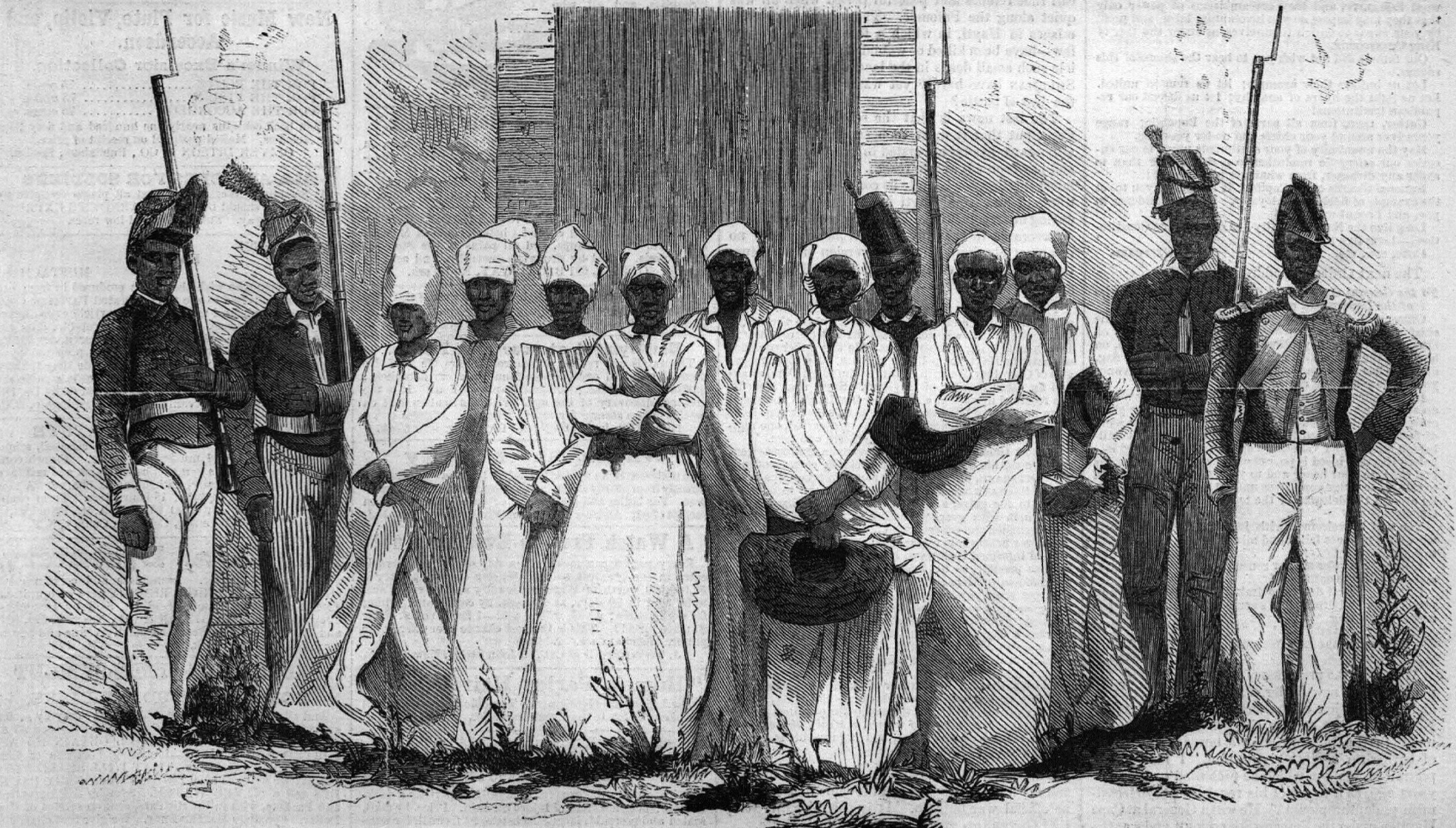
L' Affaire de Bizoton de 1864. Le meurtre et la prétendue cannibalisation du corps d'une femme par huit adeptes vaudous ont provoqué un scandale dans le monde entier. L'affaire a été considérée comme une preuve de la nature perverse du vaudou.

De nombreux érudits décrivent le vaudou comme l'une des religions les plus malmenées et mal comprises du monde,,,. Cette religion afro-caribéenne fait l'objet de représentations déformées qui masquent sa véritable nature spirituelle et ses fonctions sociales complexes.

### Stéréotypes et diabolisation
Tout au long de l'histoire haïtienne, les autorités chrétiennes ont souvent présenté le vaudou comme satanique, tandis que dans la société occidentale, il demeure largement associé à la sorcellerie, à la magie et à la magie noire,,. Dans la culture populaire américaine, le vaudou haïtien est systématiquement dépeint comme destructeur et malveillant.
Ces représentations erronées incluent notamment l'association fallacieuse avec les zombies et les poupées vaudoues. La création de zombies, bien qu'évoquée dans certains récits de la culture haïtienne rurale, relève des pratiques spécifiques du bokor (sorcier) plutôt que des fonctions rituelles du prêtre du loa. Quant aux poupées vaudoues et à la pratique des épingles, elles constituent une invention de la magie populaire occidentale, davantage liée au hoodoo afro-américain et aux objets magiques nkisi d'Afrique centrale qu'au véritable vaudou haïtien.

### Origines historiques des préjugés
La crainte systématique du vaudou aux États-Unis trouve ses racines dans les événements de la révolution haïtienne (1791-1804). Selon la légende propagée à l'époque, les esclaves haïtiens auraient triomphé des forces coloniales françaises grâce à l'intervention surnaturelle de leurs divinités vaudoues. Cette interprétation suscita l'inquiétude des autorités américaines, qui redoutaient que l'esprit révolutionnaire de la Cérémonie du Bois Caïman ne se propage sur le territoire des États-Unis et n'inspire leurs propres populations esclaves.
Après l'indépendance haïtienne, de nombreux réfugiés s'établirent à La Nouvelle-Orléans, apportant avec eux leurs pratiques religieuses. Cette migration revigora les traditions vaudoues déjà présentes dans la ville, mais conduisit également à leur commercialisation progressive. La religion fut parfois détournée de sa fonction spirituelle originelle pour devenir un moyen de soutirer de l'argent aux crédules, alimentant ainsi les préjugés existants.

### Instrumentalisation politique et médiatique
L'occupation américaine d'Haïti (1915-1934) marqua un tournant dans la perception du vaudou. Craignant un soulèvement populaire organisé autour des structures religieuses traditionnelles, les autorités coloniales et les élites locales entreprirent une campagne systématique de diabolisation. Cette stratégie politique trouva un écho puissant dans l'industrie cinématographique naissante d'Hollywood, qui contribua à diffuser une image terrifiante et déformée de la religion.
Des non-pratiquants représentèrent fréquemment le vaudou dans la littérature, le théâtre et le cinéma, privilégiant systématiquement les aspects sensationnalistes. Des films comme White Zombie (1932), Les Morts-vivants, L'Emprise des ténèbres, ou Vivre et laisser mourir consolidèrent dans l'imaginaire occidental l'association entre vaudou et pratiques maléfiques. L'absence d'autorité religieuse centralisée dans le vaudou entrava considérablement les efforts pour contrer ces représentations négatives.

### Persistance contemporaine et évolutions récentes
Les préjugés séculaires persistent dans les discours contemporains, comme l'illustrent les propos controversés du télévangéliste Pat Robertson après le séisme dévastateur de 2010. Celui-ci déclara qu'Haïti était maudit depuis la Cérémonie du Bois Caïman : « Ils se sont réunis et ont fait un pacte avec le diable [...] Mais depuis ils ont été maudits ». Ces déclarations témoignent de la persistance des stéréotypes et de la méconnaissance profonde de cette tradition religieuse.
Cependant, des évolutions positives émergent progressivement dans la représentation du vaudou. La relation complexe entre les fidèles et les lwa (esprits) constitue désormais un thème récurrent de l'art haïtien contemporain, notamment chez les artistes de la « Renaissance haïtienne » du milieu du XXe siècle.
Depuis les années 1970, un marché international s'est développé pour les objets rituels vaudous, et des expositions muséales respectueuses comme « Sacred Arts of Haitian Vodou » du Fowler Museum ont circulé aux États-Unis, contribuant à une meilleure compréhension de cette tradition.
Le vaudou influence également la musique haïtienne moderne, particulièrement à travers le mouvement rasin incarné par des groupes comme Boukman Eksperyans,. Des documentaires respectueux comme Divine Horsemen de Maya Deren (1985) ou Of Men and Gods d'Anne Lescot et Laurence Magloire (2002) encouragent progressivement une approche plus nuancée et respectueuse de cette tradition spirituelle complexe.

## L'association savante Kosanba
La recherche universitaire sur le vaudou et d'autres spiritualités africaines en Haïti a commencé au début du XXe siècle avec des chroniques telles que « Tell My Horse » de Zora Neale Hurston, entre autres. Parmi les premiers érudits notables du vaudou haïtien, on peut citer Milo Rigaud, Alfred Métraux et Maya Deren. En avril 1997, treize universitaires se sont réunis à l'Université de Californie à Santa Barbara pour un colloque sur le vaudou haïtien. À la suite de cette réunion est créé le Congrès de Santa Barbara, également connu sous le nom de Kosanba.  Ces savants ont estimé qu'il y avait un besoin d'accès aux ressources savantes et aux offres de cours étudiant le vaudou haïtien, et se sont engagés « à créer un espace où la connaissance sur le vaudou peut être augmentée. » La déclaration du Congrès de Santa Barbara précise en effet que : 
« La présence, le rôle et l'importance du vaudou dans l'Histoire, la société et la culture haïtiennes sont indiscutables et font manifestement partie de l'ethos national. L'impact de la religion en tant que discipline spirituelle et intellectuelle sur les institutions nationales populaires, les relations humaines et de genre, la famille, les arts plastiques, la philosophie et l'éthique, la littérature orale et écrite, la langue, la musique populaire et sacrée, la science et la technologie et les arts de la guérison, est incontestable. C'est la conviction du Congrès que le vaudou joue, et continuera de jouer, un rôle majeur dans le grand schéma du développement haïtien et dans les arènes socio-économiques, politiques et culturelles. Le développement, lorsqu'il est réel et réussi, provient toujours de la modernisation des traditions ancestrales, ancrée dans les riches expressions culturelles d'un peuple. » 
À l'automne 2012, Kosanba a demandé avec succès à la Bibliothèque du Congrès de remplacer les termes « vodouisme » et « vodou » par l'orthographe correcte « vaudou ».

## Les organisations
Au lendemain de la dictature de François Duvalier, un certain nombre de personnes, dont de nombreux Houngans, ont cherché à organiser des moyens de défense pour le vaudou haïtien contre la diffamation des missionnaires et des congrégations chrétiennes. Wesner Morency (1959-2007), Houngan de premier plan, a fondé l'Église vaudou d'Haïti en 1998 (enregistrée en 2001 par le ministère de la Justice) et la Commission nationale pour la structuration du vaudou (Conavo). Une autre figure qui a poursuivi l'organisation de Houngan est feu Max Beauvoir, qui a créé et dirigé la Confédération nationale du vaudou haïtien.

#### Sources
- Denise Alvarado, The Voodoo Hoodoo Spellbook, Weiser Books, 2011, 320 p. (ISBN 978-1-57863-513-9)
- Suzanne Preston Blier, Sacred Arts of Haitian Vodou, Los Angeles: UCLA Fowler Museum of Cultural History, 1995, 61–87 p. (ISBN 0-930741-47-1), « Vodun: West African Roots of Vodou »
- Karen McCarthy Brown, Mama Lola : A Vodou Priestess in Brooklyn, Berkeley, University of California Press, 1991, 429 p. (ISBN 0-520-22475-2)
- Karen McCarthy Brown, Sacred Arts of Haitian Vodou, Los Angeles: UCLA Fowler Museum of Cultural History, 1995, 205–223 p. (ISBN 0-930741-47-1), « Serving the Spirits: The Ritual Economy of Haitian Vodou »
- CIA World Factbook, « Haiti », Central Intelligence Agency (consulté le 28 mars 2012)
- Cosentino, « More On Voodoo », African Arts, vol. 21, no 3 (May),‎ 1988, p. 77 (JSTOR 3336454)
- Donald J. Cosentino, Sacred Arts of Haitian Vodou, Los Angeles: UCLA Fowler Museum of Cultural History, 1995b, 25–55 p. (ISBN 0-930741-47-1), « Introduction: Imagine Heaven »
- Henrietta B. Cosentino, Sacred Arts of Haitian Vodou, Los Angeles: UCLA Fowler Museum of Cultural History, 1995a, xiii–xiv (ISBN 0-930741-47-1), « The Sacred Arts of What? A Note on Orthography »
- Courlander, « The Word Voodoo », African Arts, vol. 21, no 2 (February),‎ 1988, p. 88 (DOI 10.2307/3336535, JSTOR 3336535)
- (en) Wade Davis, The Serpent and the Rainbow, New York, Simon & Schuster Inc., 1985, 297 p. (ISBN 0-671-50247-6)
- Wade Davis, Passage of Darkness : The Ethnobiology of the Haitian Zombie, Chapel Hill, The University of North Carolina Press, 1988, 344 p. (ISBN 0-8078-4210-9, lire en ligne)
- Desmangles, « The Maroon Republics and Religious Diversity in Colonial Haiti », Anthropos, vol. 85, nos 4/6,‎ 1990, p. 475–482 (JSTOR 40463572)
- Fandrich, « Yorùbá Influences on Haitian Vodou and New Orleans Voodoo », Journal of Black Studies, vol. 37, no 5 (May),‎ 2007, p. 775–791 (DOI 10.1177/0021934705280410, JSTOR 40034365)
- Maria J. (ed.) Lane, Funk & Wagnalls Standard Dictionary of Folklore, Mythology, and Legend, 1949
- Leah Gordon, The Book of Vodou : Charms and Rituals to Empower Your Life, Barron's Educational Series, 2000, 128 p. (ISBN 0-7641-5249-1)
- Laënnec Hurbon, Sacred Arts of Haitian Vodou, Los Angeles: UCLA Fowler Museum of Cultural History, 1995, 181–197 p. (ISBN 0-930741-47-1), « American Fantasy and Haitian Vodou »
- The African Diaspora : Interpretive Essays, Cambridge, MA, Harvard University Press, 1976, 510 p. (ISBN 0-674-00779-4)
- KOSANBA, « KOSANBA: A Scholarly Association for the Study of Haitian Vodou »(Archive.org • Wikiwix • Archive.is • Google • Que faire ?), University of California, Santa Barbara (consulté le 22 mars 2012)
- Mambo Vye Zo Komande LaMenfo, Serving the Spirits : The Religion of Haitian Vodou, Charleston, SC, Create Space, 2011, 306 p. (ISBN 978-1-4800-8642-5)
- Markel, « 'Our Government is in Bwa Kayiman:' a Vodou Ceremony in 1791 and its Contemporary Significations », Stockholm Review of Latin American Studies, no 4 (March),‎ 2009, p. 73–84 (lire en ligne [archive du 22 juillet 2012], consulté le 26 avril 2009)
- McAlister, « Sacred Stories from the Haitian Diaspora: A Collective Biography of Seven Vodou Priestesses in New York City », Journal of Caribbean Studies, vol. 9, no 1 & 2 (Winter),‎ 1993, p. 10–27 (lire en ligne, consulté le 22 mars 2012)
- Médéric Louis Élie Moreau de Saint-Méry, Description topographique, physique, civile, politique et historique de la partie française de l'isle Saint-Domingue, Paris, Société des l'histoire des colonies françaises, 1797
- Stevens-Arroyo, « The Contribution of Catholic Orthodoxy to Caribbean Syncretism », Archives de Sciences Sociales des Religions, vol. 19, no 117 (January–March),‎ 2002, p. 37–58 (DOI 10.4000/assr.2477)
- Robert Farris Thompson, Flash of the Spirit : African and Afro-American Art and Philosophy, New York, Vintage, 1983, 317 p. (ISBN 0-394-72369-4, lire en ligne)

- Denise Alvarado, The Voodoo Hoodoo Spellbook, Weiser Books, 2011, 320 p. (ISBN 978-1-57863-513-9)
- Suzanne Preston Blier, Sacred Arts of Haitian Vodou, Los Angeles: UCLA Fowler Museum of Cultural History, 1995, 61–87 p. (ISBN 0-930741-47-1), « Vodun: West African Roots of Vodou »
- Karen McCarthy Brown, Mama Lola : A Vodou Priestess in Brooklyn, Berkeley, University of California Press, 1991, 429 p. (ISBN 0-520-22475-2)
- Karen McCarthy Brown, Sacred Arts of Haitian Vodou, Los Angeles: UCLA Fowler Museum of Cultural History, 1995, 205–223 p. (ISBN 0-930741-47-1), « Serving the Spirits: The Ritual Economy of Haitian Vodou »
- CIA World Factbook, « Haiti », Central Intelligence Agency (consulté le 28 mars 2012)
- Donald J. Cosentino, « More On Voodoo », African Arts, vol. 21, no 3 (May),‎ 1988, p. 77 (JSTOR 3336454)
- Donald J. Cosentino, Sacred Arts of Haitian Vodou, Los Angeles: UCLA Fowler Museum of Cultural History, 1995b, 25–55 p. (ISBN 0-930741-47-1), « Introduction: Imagine Heaven »
- Henrietta B. Cosentino, Sacred Arts of Haitian Vodou, Los Angeles: UCLA Fowler Museum of Cultural History, 1995a, xiii–xiv (ISBN 0-930741-47-1), « The Sacred Arts of What? A Note on Orthography »
- Harold Courlander, « The Word Voodoo », African Arts, vol. 21, no 2 (February),‎ 1988, p. 88 (DOI 10.2307/3336535, JSTOR 3336535)
- Wade Davis, The Serpent and the Rainbow, New York, Simon & Schuster Inc., 1985 (ISBN 0-671-50247-6)
- Wade Davis, Passage of Darkness : The Ethnobiology of the Haitian Zombie, Chapel Hill, The University of North Carolina Press, 1988, 344 p. (ISBN 0-8078-4210-9, lire en ligne)
- Leslie G. Desmangles, « The Maroon Republics and Religious Diversity in Colonial Haiti », Anthropos, vol. 85, nos 4/6,‎ 1990, p. 475–482 (JSTOR 40463572)
- Ina J. Fandrich, « Yorùbá Influences on Haitian Vodou and New Orleans Voodoo », Journal of Black Studies, vol. 37, no 5 (May),‎ 2007, p. 775–791 (DOI 10.1177/0021934705280410, JSTOR 40034365)
- Maria J. (ed.) Lane, Funk & Wagnalls Standard Dictionary of Folklore, Mythology, and Legend, 1949
- Leah Gordon, The Book of Vodou : Charms and Rituals to Empower Your Life, Barron's Educational Series, 2000, 128 p. (ISBN 0-7641-5249-1)
- Laënnec Hurbon, Sacred Arts of Haitian Vodou, Los Angeles: UCLA Fowler Museum of Cultural History, 1995, 181–197 p. (ISBN 0-930741-47-1), « American Fantasy and Haitian Vodou »
- The African Diaspora: Interpretive Essays, Cambridge, MA, Harvard University Press, 1976 (ISBN 0-674-00779-4)
- KOSANBA, « KOSANBA: A Scholarly Association for the Study of Haitian Vodou »(Archive.org • Wikiwix • Archive.is • Google • Que faire ?), University of California, Santa Barbara (consulté le 22 mars 2012)
- Mambo Vye Zo Komande LaMenfo, Serving the Spirits : The Religion of Haitian Vodou, Charleston, SC, Create Space, 2011, 306 p. (ISBN 978-1-4800-8642-5)
- Thylefors Markel, « 'Our Government is in Bwa Kayiman:' a Vodou Ceremony in 1791 and its Contemporary Significations », Stockholm Review of Latin American Studies, no 4 (March),‎ 2009, p. 73–84 (lire en ligne [archive du 22 juillet 2012], consulté le 26 avril 2009)
- Elizabeth McAlister, « Sacred Stories from the Haitian Diaspora: A Collective Biography of Seven Vodou Priestesses in New York City », Journal of Caribbean Studies, vol. 9, no 1 & 2 (Winter),‎ 1993, p. 10–27 (lire en ligne, consulté le 22 mars 2012)
- Médéric Louis Élie Moreau de Saint-Méry, Description topographique, physique, civile, politique et historique de la partie française de l'isle Saint-Domingue, Paris, Société de l'histoire des colonies françaises, 1797
- Anthony M. Stevens-Arroyo, « The Contribution of Catholic Orthodoxy to Caribbean Syncretism », Archives de Sciences Sociales des Religions, vol. 19, no 117 (January–March),‎ 2002, p. 37–58 (DOI 10.4000/assr.2477)
- Robert Farris Thompson, Flash of the Spirit : African and Afro-American Art and Philosophy, New York, Vintage, 1983, 317 p. (ISBN 0-394-72369-4, lire en ligne )

•Price Mars,Ainsi parla l'oncle

#### Lectures complémentaires
- Ajayi, Ade, J.F. & Espie, Ian, A Thousand Years of West African History, Great Britain, University of Ibadan, 1967.
- Alapini Julien, Le Petit Dahoméen, Grammaire. Vocabulaire, Lexique En Langue Du Dahomey, Avignon, Les Presses Universelles, 1955.
- Anderson, Jeffrey. 2005. Conjure In African American Society. Baton Rouge: Louisiana State University Press.
- Angels in the Mirror: Vodou Musics of Haiti. Roslyn, New York: Ellipsis Arts. 1997. Compact Disc and small book.
- Argyle, W.J., The Fon of Dahomey: A History and Ethnography of the Old Kingdom, Oxford, Oxford University Press, 1966.
- Bellegarde-Smith and Claudine, Michel. Haitian Vodou: Spirit, Myth & Reality. Indiana University Press, 2006.
- Broussalis, Martín and Joseph Senatus Ti Wouj:"Voodoo percussion", 2007. A CD with text containing the ritual drumming.
- Chesi, Gert, Voodoo: Africa's Secret Power, Austria, Perliner, 1980.
- Chireau, Yvonne. 2003. Black Magic: Religion and the African American Conjuring Tradition. Berkeley: University of California Press.
- Cosentino, Donald. 1995. "Imagine Heaven" in Sacred Arts of Haitian Vodou. Edited by Cosentino, Donald et al. Berkeley: University of California Press.
- Decalo, Samuel, Historical Dictionary of Dahomey, (People's Republic of Benin), N.J., The Scarecrow Press, Inc., 1976.
- Deren, Maya, Divine Horsemen: The Living Gods of Haiti (film). 1985 (Black and white documentary, 52 minutes).
- Deren, Maya, The Voodoo Gods. Thames & Hudson, 1953.
- Ellis, A.B., The Ewe Speaking Peoples of the Slave Coast of West Africa, Chicago, Benin Press Ldt, 1965.
- Fandrich, Ina J. 2005. The Mysterious Voodoo Queen, Marie Laveaux: A Study of Powerful Female Leadership in Nineteenth-Century New Orleans. New York: Routledge.
- Filan, Kinaz. The Haitian Vodou Handbook. Destiny Books (of Inner Traditions International), 2007.
- Herskovits, Melville J. (1971). Life in a Haitian Valley: Garden CITY, NEW YORK: DOUBLEDAY & COMPANY, INC.
- Le Herisee, A. & Rivet, P., Le Royaume d'Ardra et son évangélisation au XVIIIe siècle, Travaux et Memories de Institut d'Enthnologie, no. 7, Paris, 1929.
- Long, Carolyn. 2001. Spiritual Merchants: Magic, Religion and Commerce. Knoxville: University of Tennessee Press.
- McAlister, Elizabeth. 2002. Rara! Vodou, Power, and Performance in Haiti and its Diaspora. Berkeley: University of California Press.
- McAlister, Elizabeth. 1995. "A Sorcerer's Bottle: The Visual Art of Magic in Haiti". In Donald J. Cosentino, ed., Sacred Arts of Haitian Vodou. UCLA Fowler Museum, 1995.
- McAlister, Elizabeth. 2000 "Love, Sex, and Gender Embodied: The Spirits of Haitian Vodou." In J. Runzo and N. Martin, eds, Love, Sex, and Gender in the World Religions. Oxford: Oneworld Press.
- Malefijt, Annemarie de Waal (1989). Religion and Culture: An introduction to Anthropology of Religion. Long Groove, Illinois: Waveland Press, Inc.
- McAlister, Elizabeth. 1998. "The Madonna of 115th St. Revisited: Vodou and Haitian Catholicism in the Age of Transnationalism." In S. Warner, ed., Gatherings in Diaspora. Philadelphia: Temple Univ. Press.
- Rhythms of Rapture: Sacred Musics of Haitian Vodou. Smithsonian Folkways, 1005. Compact Disc and Liner Notes
- Saint-Lot, Marie-José Alcide. 2003. Vodou: A Sacred Theatre. Coconut Grove: Educa Vision, Inc.
- Tallant, Robert. "Reference materials on voodoo, folklore, spirituals, etc. 6–1 to 6–5 -Published references on folklore and spiritualism." The Robert Tallant Papers. New Orleans Public Library. fiche 7 and 8, grids 1–22. Accessed 5 May 2005.
- Thornton, John K. 1988. "On the trail of Voodoo: African Christianity in Africa and the Americas" The Americas Vol: 44.3 Pp 261–278.
- Vanhee, Hein. 2002. "Central African Popular Christianity and the Making of Haitian Vodou Religion." in Central Africans and Cultural Transformations in the American Diaspora Edited by: L. M. Heywood. Cambridge: Cambridge University Press, 243–64.
- Verger, Pierre Fátúmbí, Dieux d'Afrique: Culte des Orishas et Vodouns à l'ancienne Côte des Esclaves en Afrique et à Bahia, la Baie de Tous Les Saints au Brésil. 1954.
- Ward, Martha. 2004. Voodoo Queen: The Spirited Lives of Marie Laveau Jackson: University of Mississippi Press.
- Warren, Dennis, D., The Akan of Ghana, Accra, Pointer Limited, 1973. 9.
- Zohou, Arnaud, Une histoire du vodoun, Éditions Présence Africaine, 2021 (présentation en ligne).